# Gokyo (Nepal)
Gokyo è un piccolo villaggio nel distretto di Solukhumbu in Himalaya, Nepal, ai piedi del Gokyo Ri e sulla sponda orientale del Lago di Tsho Gokyo (Dudh Pokhari).
Il villaggio è composto soltanto di poche case di pietra e di diversi alberghi. Si trova ad un'altitudine di 4.750 metri, ed è uno dei più alti insediamenti in quota del Nepal e del mondo, ma non è abitato in modo permanente  tutto l'anno, perché è essenzialmente un luogo di ostelli per escursionisti e per scalatori, nonché pascolo in estate per le mandrie di yak e dzo. In inverno è praticamente disabitato, a causa del freddo intenso e della neve.
Gokyo fornisce la migliore base per la salita del Gokyo Ri. La cima, con i suoi 5.357 metri, fornisce una delle migliori viste sull'Everest e sul Makalu. L'arrampicata inizia la mattina presto, quando la visibilità è di solito migliore. Ci vogliono normalmente cinque ore per raggiungere la cima e tornare indietro, a seconda del clima, dell'acclimatazione e della condizione fisica di ogni individuo. A questa altitudine molte persone iniziano a soffrire i sintomi del mal di montagna.
A sud, nel sentiero che porta a Namche Bazar, c'è  il villaggio di Machhermo (4.410m).

## Geografia fisica

### Clima
I momenti più adatti per il trekking sono in primavera (marzo e aprile) e autunno (ottobre e novembre) quando la visibilità delle montagne è migliore e la temperatura non è eccessivamente fredda..
Durante l'inverno, nei mesi di dicembre a febbraio, è possibile fare trekking, ma la grande maggioranza degli alloggi è chiusa, i sentieri sono coperti di neve e il freddo è molto intenso.

Gokyo
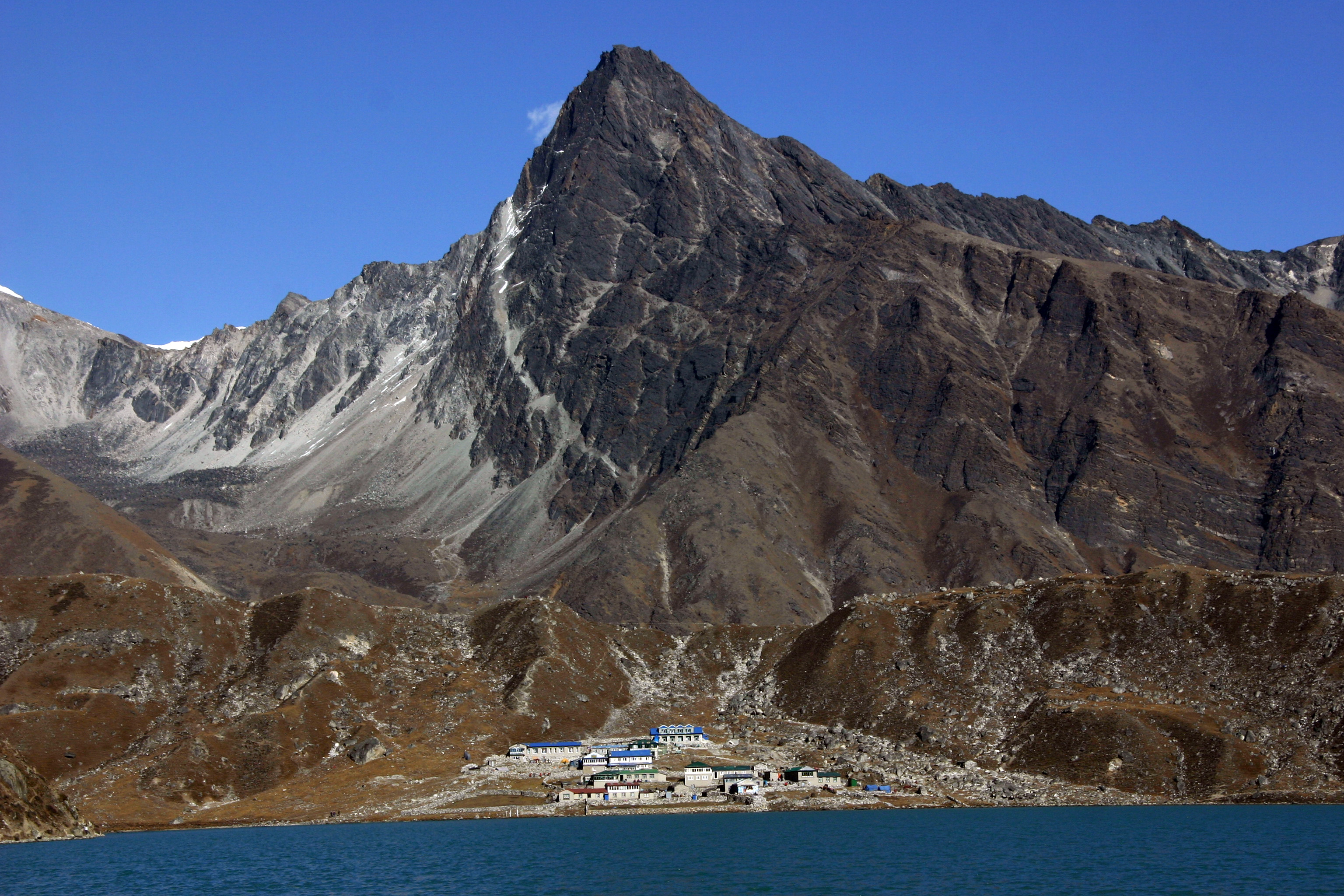
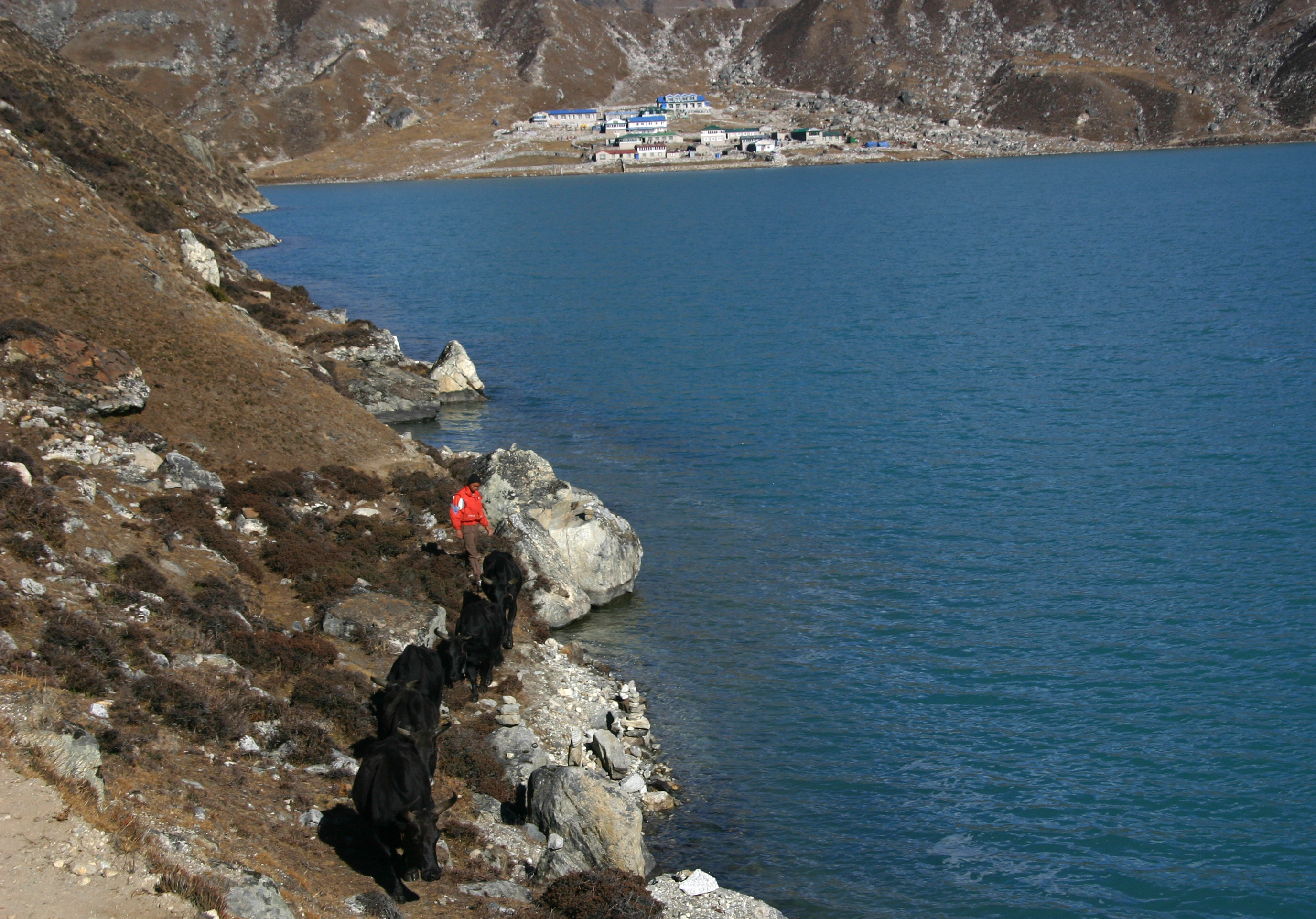
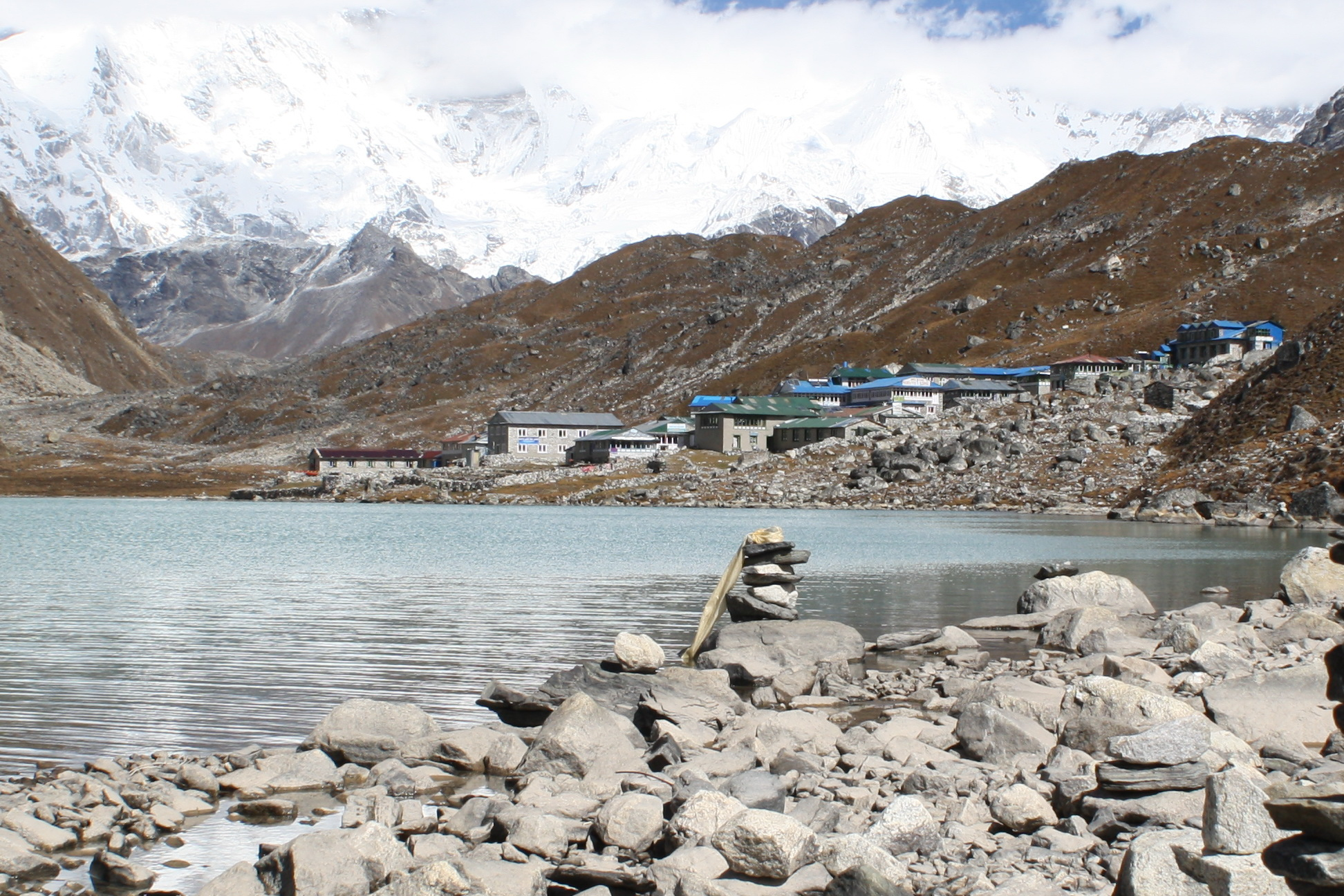
Gokyo e il lago Duth Pokhari
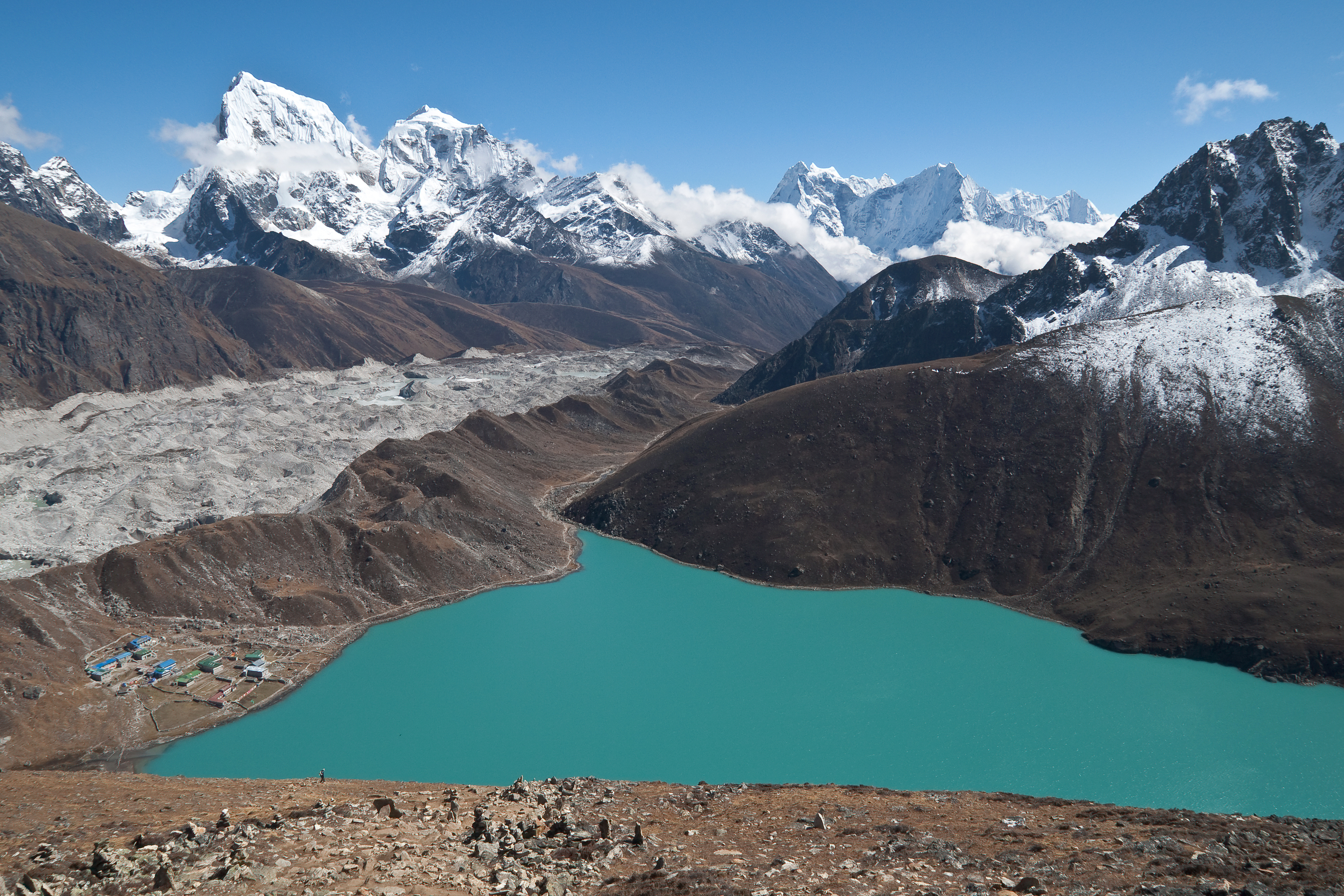
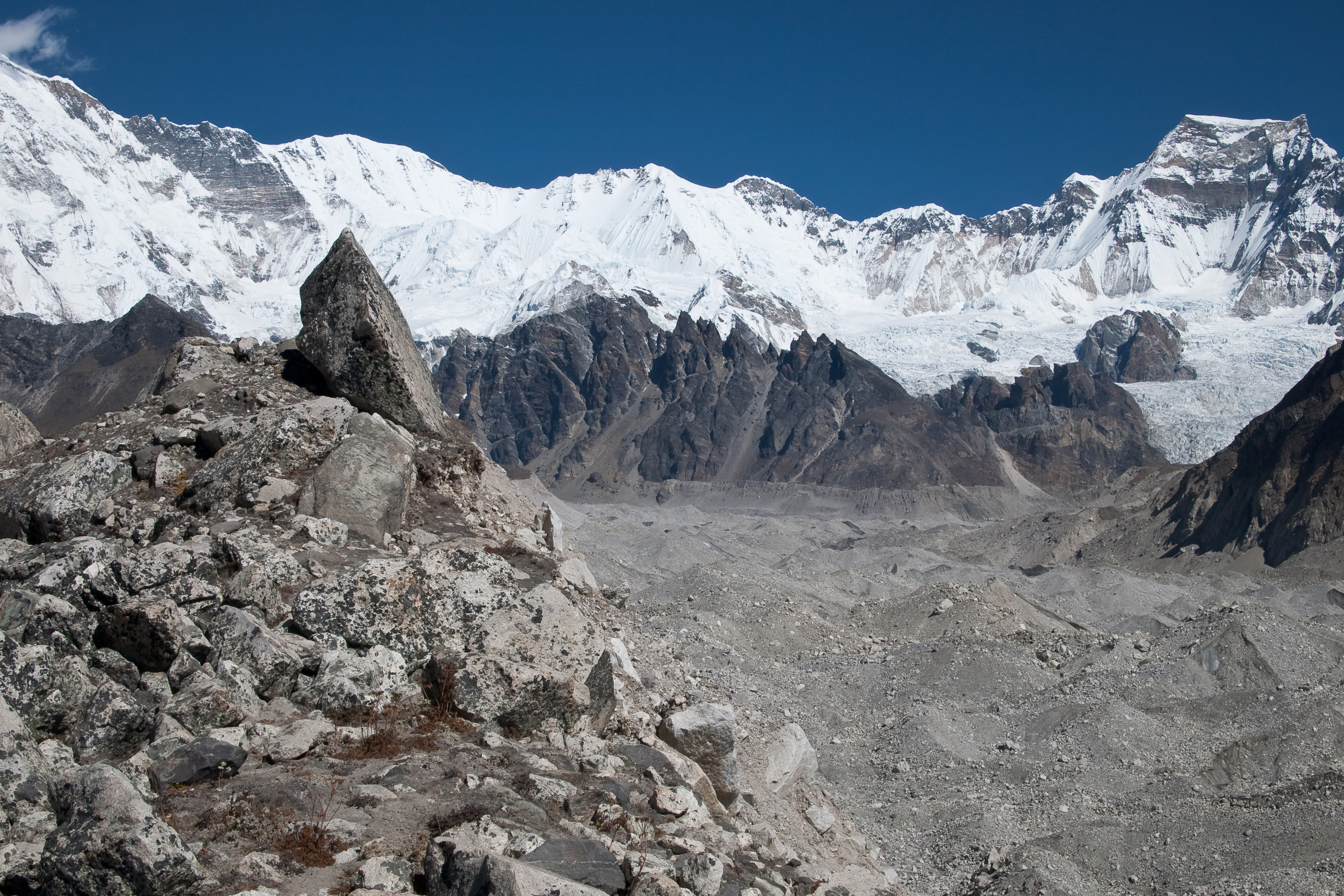